# Goalandaghat
Goalandaghat, o Goalanda, è un sottodistretto (upazila) del Bangladesh situato nel distretto di Rajbari, divisione di Dacca. Si estende su una superficie di 149,03 km² e conta una popolazione di  91.675 abitanti (dato censimento 1991).